# The Anthem (Pitbull)
The Anthem è un brano musicale del cantante statunitense hip hop Pitbull, e vede anche la partecipazione di Lil Jon.
Nei primi sei mesi del 2012, il brano ha venduto 73 000 copie negli Stati Uniti.

## Classifiche
| Classifiche (2007)             | Posizione più alta |
| ------------------------------ | ------------------ |
| U.S. Billboard Hot 100         | 36                 |
| U.S. Billboard Hot Latin Songs | 24                 |
| U.S. Billboard Hot Rap Tracks  | 8                  |
| U.S. Billboard Pop 100         | 36                 |